# Bommars
Bommars är en hälsingegård och bondgård i Letsbo i Ljusdals kommun, Hälsingland, och en av de sju Hälsingegårdar som den 1 juli 2012 kom med på Unescos lista över världsarv. Bommars anses representativ för hur de förmögnare bönderna i Ljusdal byggde sina gårdar på 1800-talet. Gården är i privat ägo, men erbjuder visningar och andra evenemang sommartid.

## Historia
Bommars anor kan spåras ända tillbaka till 1542 års jordebok, då under namnet Oppigården som kom sig av att den låg högst upp i byn. Redan vid storskiftet av mark 1781 var Oppigården förhållandevis stor, en egendom om åtta ören och tolv penningland, men den gamla bebyggelsen ödelades i en brand 1844.
De första hus som hör till den Hälsingegård som kan beskådas idag började troligtvis byggas 1846 och stod färdiga 1848. De uppfördes på uppdrag av nämndemannen Sven Johansson, vars hustru Gölin Jonsdotter 1828 fått egendomen i arv. Husen kommer att kallas vinterstugan och bakstugan, timret är dendrologiskt daterat till trädfällningssäsongen 1845-46. Paret flyttade dock aldrig in på Oppigården utan det var först 1887 som gården blev någons permanenta bostad igen när dottersonen Sven Persson med familj flyttade in. I samband med flytten genomförde man en större renovering med bland annat installation av järnspisar och kakelugnar för uppvärmningens skull. År 1901 dör Sven Persson efter att ha uppfört en ladugårdsbyggnad på tomten och gården säljs vidare till Hudiksvalls Trävaru AB.
Namnet Bommars fick gården i samband med att arrendatorerna Endro och Lars Johansson köpte gården 1930, eftersom de brukade kallas Bommarspojkarna i folkmun. År 1969 köper sedan Karin och Uno Envall gården som senare tas över av sonen Karl-Erik.

## Exteriörer
Huvudbyggnaden, även kallad vinterstugan, är konstruerad med bilad timmervägg med utanpåliggande knutar, lagda med bindtröskel i hörnen och laxade knutar i mellanväggarna. Väggen har lämnats timrad och aldrig beklätts med träpanel. Virket har sannolikt tidigare varit målat med falu rödfärg eftersom det finns spår kvar, men har sedan lämnats att anta sin nuvarande bruna färg under solens invekan.
Taket är en förhållandevis enkel konstruktion och vilar på fem takåsar. Grundmurarna är kallmurade i granit och uppbyggda för att kompensera för markens lutning, vilket de inte lyckas med fullt ut. Grunden inkluderar en välvd stenkällare med utgång mot baksidan. Den mellersta farstukvisten är äldre, medan den dekorerade farstukvisten i husets ena ände härrör från en ombyggnation i slutet av 1880-talet.

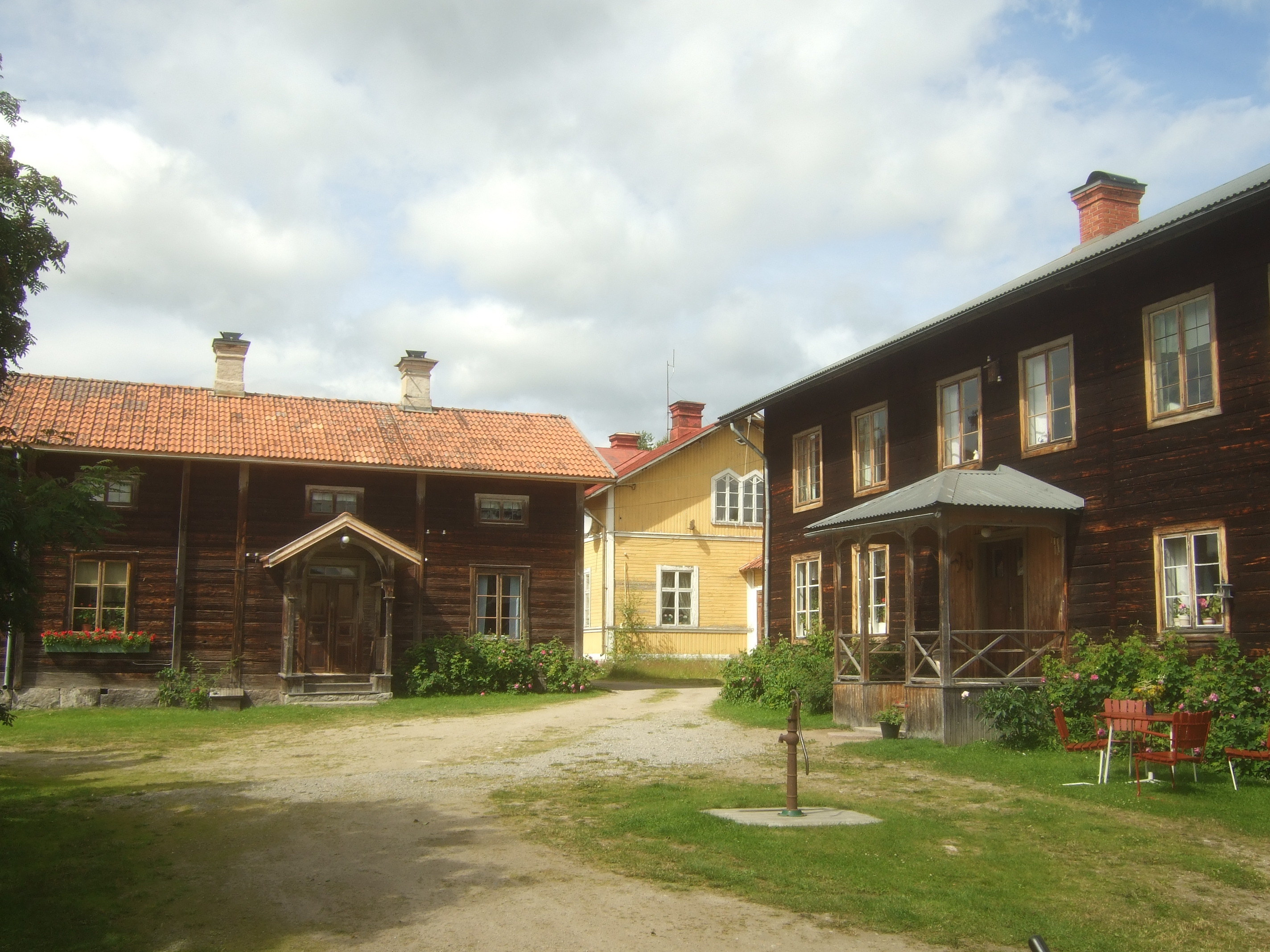
"Sommarstugan" och "Vinterstugan"
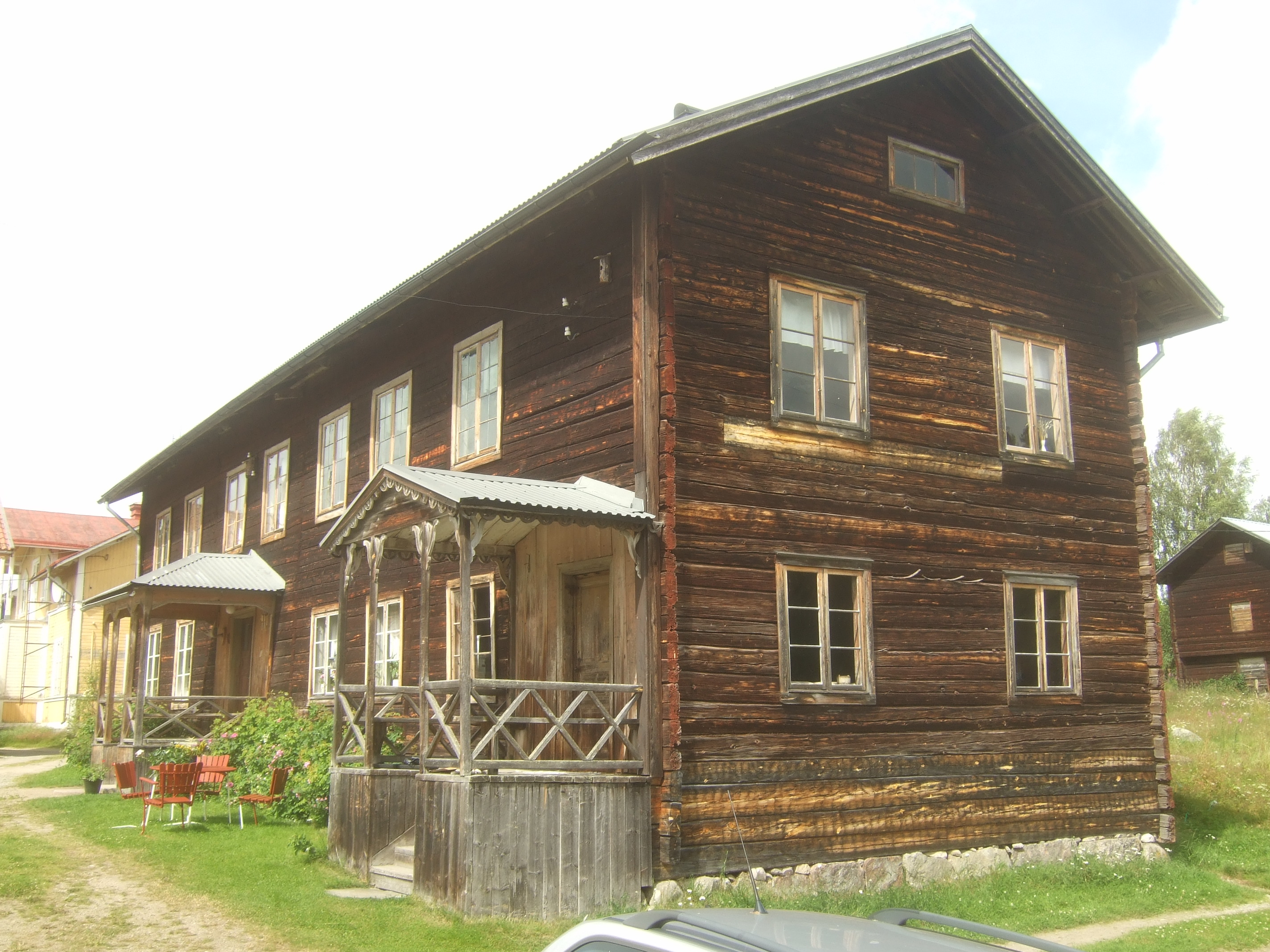
"Vinterstugan" och "Härbret"
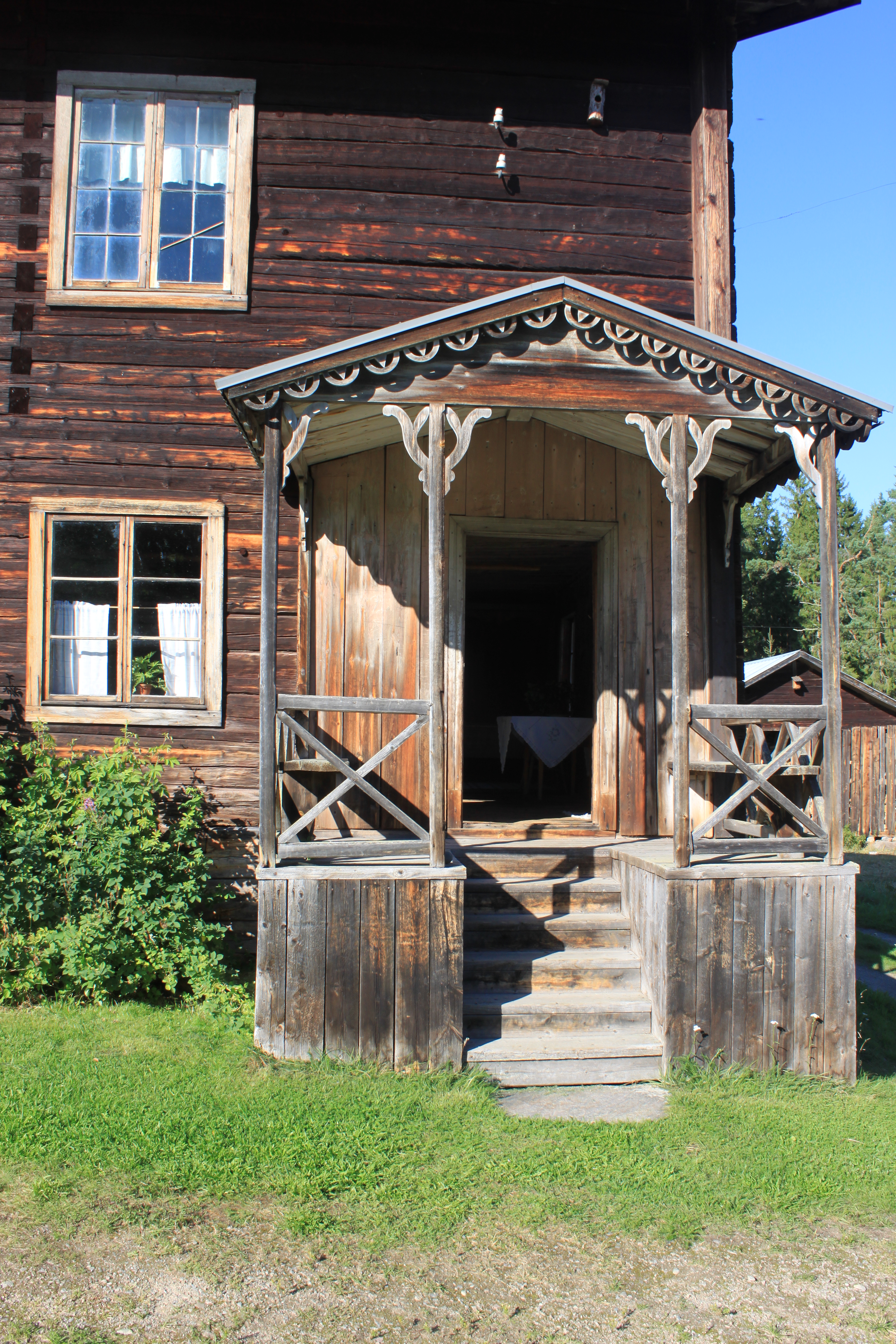
Farstukvist
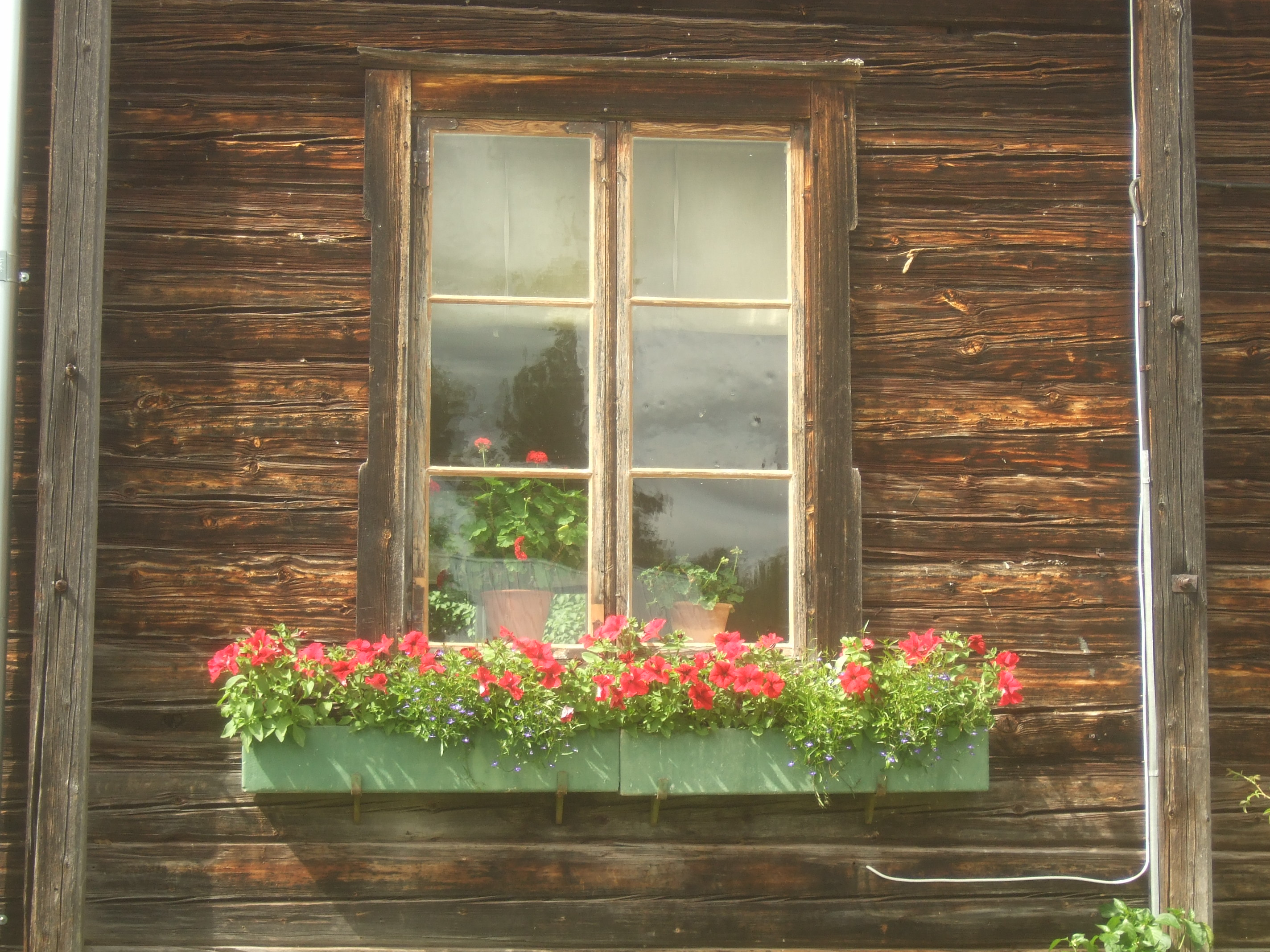
Detalj "Sommarstugan"
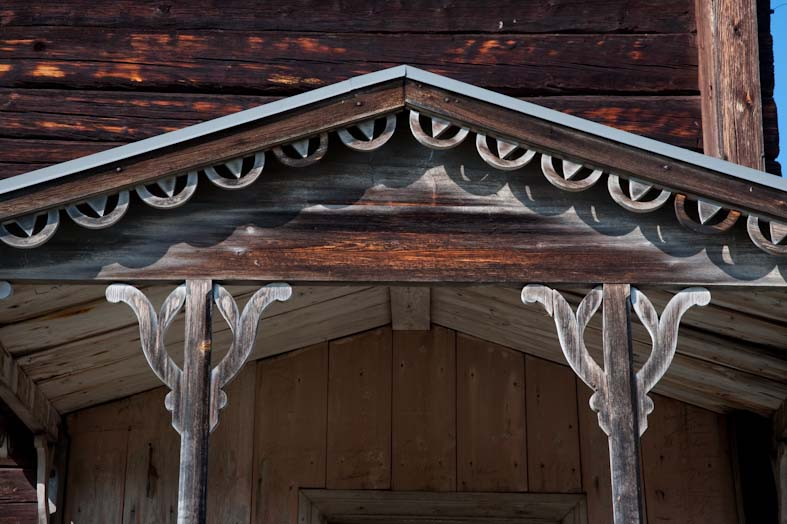
Detalj farstukvist

## Interiörer
Gården har påkostade inredningar med väggmåleri och tapeter med mönster som också finns representerade på svenska slott och herrgårdar, en vid tiden ovanlig kombination. Klädstugan dekorerades med stockholmstidningar från mitten av 1850-talet.
Köket på bottenvåningen i vinterstugan går under namnet "Västgötastugan" och fick en ansiktslyftning i samband med renoveringsarbetet i slutet av 1880-talet. Maten lagades här över öppen eld till både familj och besökare. Köket genomgick ytterligare en renovering på 1950-talet, medan övervåningens interiörer har genomgått förhållandevis få renoveringar sedan vinterstugan byggdes.
Blomsterbuketter är ett återkommande motiv på tapeter och målningar.  Tapeten i övervåningens festsal är en kopia av ett franskt mönster som också pryder väggen av Ekebyhovs slott. Tapeten i Bommars skiljer sig dock åt i att trycket och färgskalan är något annorlunda, med starkare kulörer och färgen inte heller lika jämnt påförd. Själva trycket dateras till 1830- eller 1840-talet och våderna är direkt uppsatta på timmerväggen utan adekvat skarvning, så att man därefter har lagt till en schablonmålad bård för att dölja skarvarna. Den ovanliga lösningen med målade skarvar har föreslagits vara ett uttryck för hälsingskt tycke och smak eller vara ett sätt att spara på kostnaden för den dyra tapeten. Medan Göllas tolkat det som tapetserarens kreativa lösning för att dölja skarvarna efter att ha valt eller inte förstått att fästmarginalen behövde skäras bort för att få till mönsteranpassningen. Festsalen på övervåningen blev dock föga använd till sitt ursprungliga syfte eftersom Bomma-pojkarna hade som tradition att bjuda till fest på nedervåningen. Övervåningen har också en förstuga vars tapet är inspirerad av 1920-talets art deco. Den ursprungliga papperstapeten är grågrönt marmorerad. Bredvid festsalen ligger även den nordöstra kammaren vars vägg pryds av en linoljelaserad och stöpplad bröstpanel vars rostfärgade kulör bryts av med en gråmålad list vid övergången mot den mönstrade tapeten med marmoreringar i limfärg.

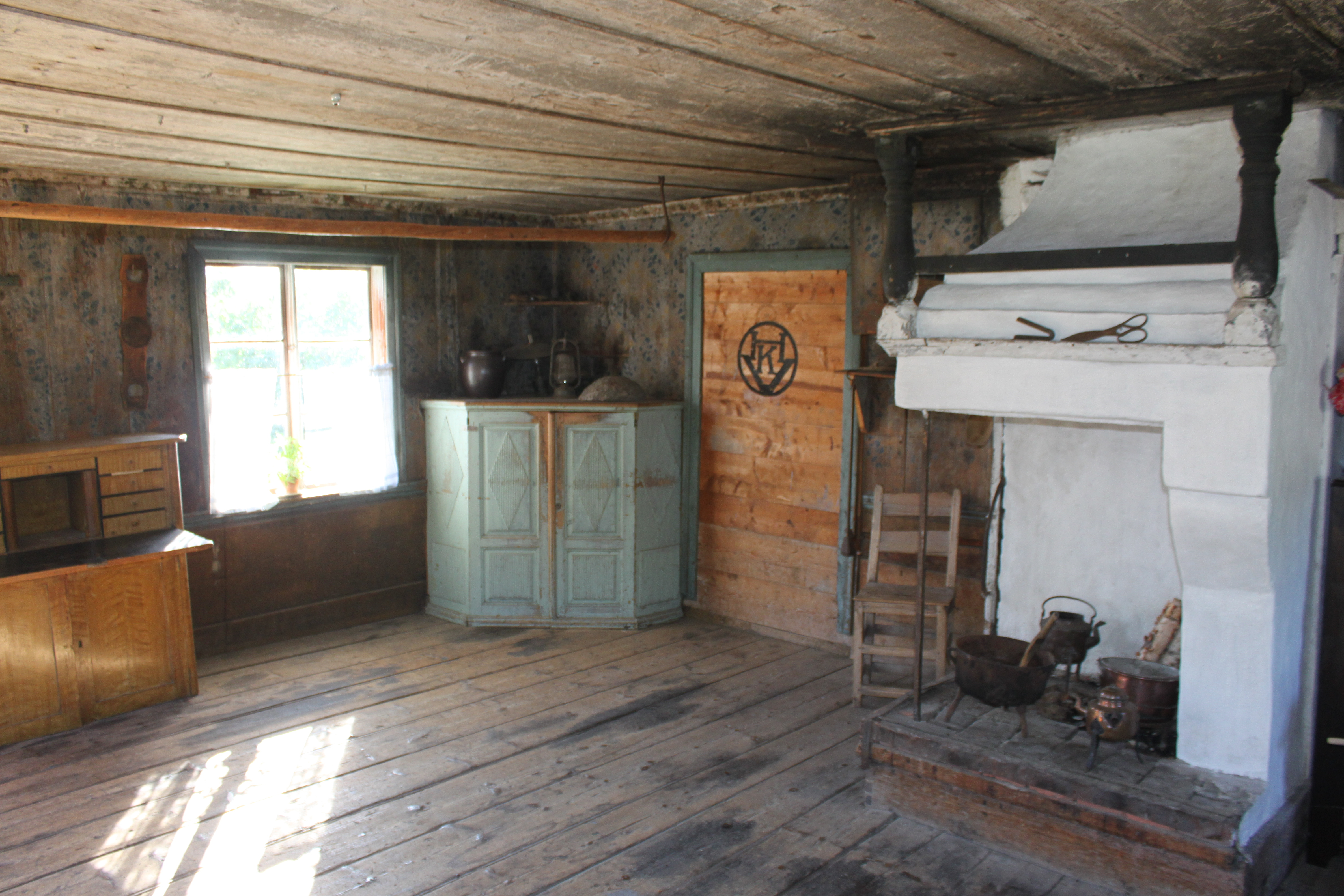
Köket i Vinterstugan
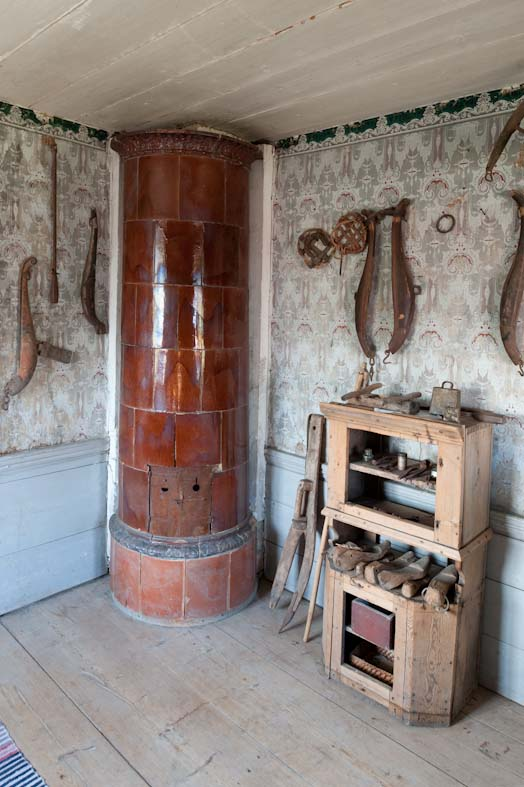
Brunglaserad kakelugn i sydöstra kammaren
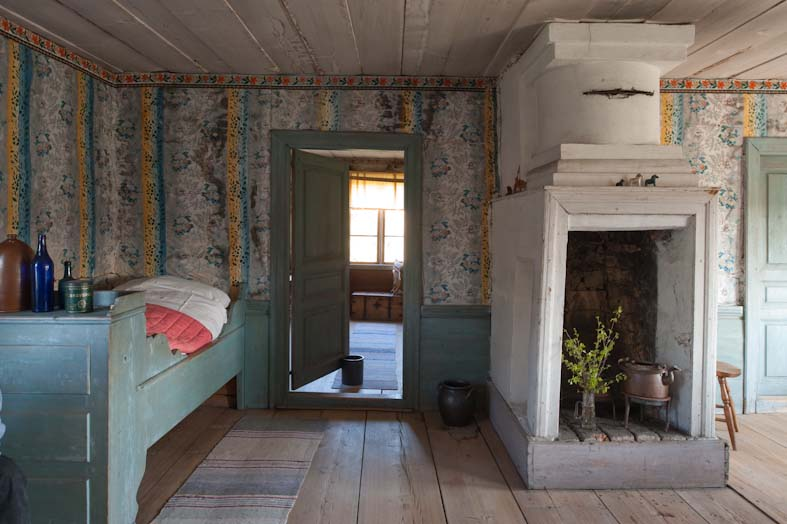
"Festsalen"
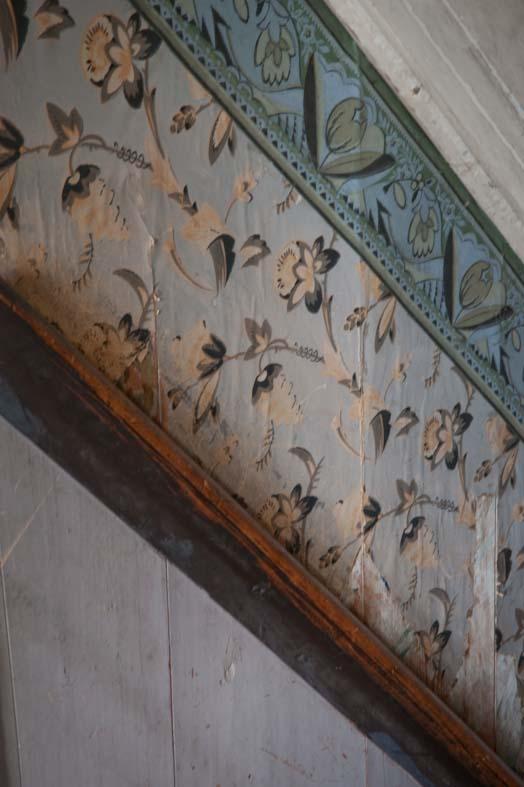
Tapetrester
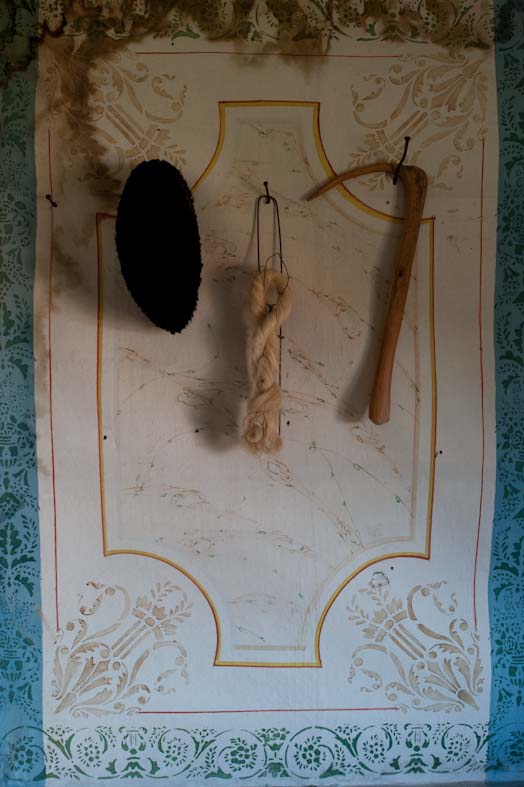
Väggdetalj i nordöstra kammaren